# Sara Takanashi
Sara Takanashi (japoneză 高梨 沙羅; n. 8 octombrie 1996, Kamikawa⁠(d), Prefectura Hokkaidō, Japonia) este o săritoare cu schiurile japoneză.
A câștigat 3 titluri, din care 2 consecutive, ale Cupei Mondiale în 2013, 2014 și 2016, terminând pe locul al doilea în 2015.
Este actuala deținătoare a recordului de săritură în probele feminine cu o săritură de 110,5 m realizată la Campionatele Mondiale de Juniori din 2012 de la Erzurum, Turcia.
În sezonul 2013-2014 a câștigat 15 concursuri din cele 18 ale Cupei Mondiale.
În sezonul 2015-2016 a câștigat al treilea titlu mondial cu patru concursuri înainte de final. 

## Cupa Mondială

### Clasamente (loc)
| Sezon     | General |
| --------- | ------- |
| 2011–2012 | 3       |
| 2012–2013 | 1       |
| 2013–2014 | 1       |
| 2014–2015 | 2       |
| 2015–2016 | 1       |

### Victorii
| Nr. | Sezon     | Data        | Loc           | Trambulină                         | Mărime |
| --- | --------- | ----------- | ------------- | ---------------------------------- | ------ |
| 1   | 2011–2012 | 3 mar 2012  | Zaō           | Yamagata Zaō HS 100                | NH     |
| 2   | 2012–2013 | 24 nov 2012 | Lillehammer   | Lysgårdsbakken HS 100              | NH     |
| 3   | 2012–2013 | 14 dec 2012 | Ramsau        | W90-Mattensprunganlage HS 98       | NH     |
| 4   | 2012–2013 | 5 ian 2013  | Schonach      | Langenwaldschanze HS 106           | NH     |
| 5   | 2012–2013 | 13 ian 2013 | Hinterzarten  | Rothaus-Schanze HS 108             | NH     |
| 6   | 2012–2013 | 10 feb 2013 | Zaō           | Yamagata Zaō HS 100                | NH     |
| 7   | 2012–2013 | 10 feb 2013 | Zaō           | Yamagata Zaō HS 100                | NH     |
| 8   | 2012–2013 | 16 feb 2013 | Comuna Ljubno | Savina Ski Jumping Center HS 95    | NH     |
| 9   | 2012–2013 | 17 feb 2013 | Comuna Ljubno | Savina Ski Jumping Center HS 95    | NH     |
| 10  | 2013–2014 | 7 dec 2013  | Lillehammer   | Lysgårdsbakken HS 100              | NH     |
| 11  | 2013–2014 | 21 dec 2013 | Hinterzarten  | Rothaus-Schanze HS 108             | NH     |
| 12  | 2013–2014 | 22 dec 2013 | Hinterzarten  | Rothaus-Schanze HS 108             | NH     |
| 13  | 2013–2014 | 3 ian 2014  | Chaykovsky    | Snezhinka HS 106                   | NH     |
| 14  | 2013–2014 | 11 ian 2014 | Sapporo       | Miyanomori HS 100                  | NH     |
| 15  | 2013–2014 | 12 ian 2014 | Sapporo       | Miyanomori HS 100                  | NH     |
| 16  | 2013–2014 | 18 ian 2014 | Zaō           | Yamagata Zaō HS 100                | NH     |
| 17  | 2013–2014 | 19 ian 2014 | Zaō           | Yamagata Zaō HS 100                | NH     |
| 18  | 2013–2014 | 1 feb 2014  | Hinzenbach    | Langenwaldschanze HS 94            | NH     |
| 19  | 2013–2014 | 2 feb 2014  | Hinzenbach    | Langenwaldschanze HS 94            | NH     |
| 20  | 2013–2014 | 1 mar 2014  | Râșnov        | Trambulina Valea Cărbunării HS 100 | NH     |
| 21  | 2013–2014 | 2 mar 2014  | Râșnov        | Trambulina Valea Cărbunării HS 100 | NH     |
| 22  | 2013–2014 | 8 mar 2014  | Oslo          | Holmenkollbakken HS 134            | LH     |
| 23  | 2013–2014 | 15 mar 2014 | Falun         | Lugnet HS 98                       | NH     |
| 24  | 2013–2014 | 22 mar 2014 | Planica       | Bloudkova velikanka HS 139         | LH     |
| 25  | 2014–2015 | 10 ian 2015 | Sapporo       | Miyanomori HS 100                  | NH     |
| 26  | 2014–2015 | 11 ian 2015 | Sapporo       | Miyanomori HS 100                  | NH     |
| 27  | 2014–2015 | 8 feb 2015  | Râșnov        | Trambulina Valea Cărbunării HS 100 | NH     |
| 28  | 2014–2015 | 14 feb 2015 | Comuna Ljubno | Savina Ski Jumping Center HS 95    | NH     |
| 29  | 2014–2015 | 15 feb 2015 | Comuna Ljubno | Savina Ski Jumping Center HS 95    | NH     |
| 30  | 2014–2015 | 13 mar 2015 | Oslo          | Holmenkollbakken HS 134            | LH     |
| 31  | 2015–2016 | 4 dec 2015  | Lillehammer   | Lysgårdsbakken HS 100              | NH     |
| 32  | 2015–2016 | 13 dec 2015 | Nijni Taghil  | Tramplin Stork HS 97               | NH     |
| 33  | 2015–2016 | 16 ian 2016 | Sapporo       | Miyanomori HS 100                  | NH     |
| 34  | 2015–2016 | 17 ian 2016 | Sapporo       | Miyanomori HS 100                  | NH     |
| 35  | 2015–2016 | 22 ian 2016 | Zaō           | Yamagata HS 106                    | NH     |
| 36  | 2015–2016 | 23 ian 2016 | Zaō           | Yamagata HS 106                    | NH     |
| 37  | 2015–2016 | 30 ian 2016 | Oberstdorf    | Schattenbergschanze HS 106         | NH     |
| 38  | 2015–2016 | 31 ian 2016 | Oberstdorf    | Schattenbergschanze HS 106         | NH     |
| 39  | 2015–2016 | 4 feb 2016  | Oslo          | Holmenkollbakken HS 134            | LH     |
| 40  | 2015–2016 | 6 feb 2016  | Hinzenbach    | Aigner-Schanze HS 94               | NH     |
| 41  | 2015–2016 | 7 feb 2016  | Hinzenbach    | Aigner-Schanze HS 94               | NH     |
| 42  | 2015–2016 | 19 feb 2016 | Lahti         | Salpausselkä HS 100                | NH     |
| 43  | 2015–2016 | 27 feb 2016 | Almatî        | Sunkar HS 106                      | NH     |